# Hậu Giang (1976-1991)
Hậu Giang là một tỉnh cũ thuộc vùng Đồng bằng sông Cửu Long, Việt Nam, tồn tại từ năm 1976 đến năm 1991, khi Quốc hội Việt Nam ban hành Nghị quyết chia tỉnh Hậu Giang thành tỉnh Cần Thơ và tỉnh Sóc Trăng vào ngày 26 tháng 12 năm 1991. Địa giới tỉnh Hậu Giang thời bấy giờ tương ứng với thành phố Cần Thơ ngày nay.

## Địa lý
Tỉnh Hậu Giang có vị trí địa lý:
- Phía đông giáp Biển Đông
- Phía tây giáp tỉnh An Giang và tỉnh Kiên Giang
- Phía nam giáp tỉnh Minh Hải
- Phía bắc giáp tỉnh Cửu Long và tỉnh Đồng Tháp với ranh giới là sông Hậu.

| Dân số tỉnh Hậu Giang qua các năm | Dân số tỉnh Hậu Giang qua các năm | Dân số tỉnh Hậu Giang qua các năm | Dân số tỉnh Hậu Giang qua các năm |
| --------------------------------- | --------------------------------- | --------------------------------- | --------------------------------- |
| STT                               |                                   |                                   |                                   |
| Năm                               | Diện tích (km²)                   | Dân số (người)                    |                                   |
| 1                                 | 1979                              | 6.263                             | 2.054.100                         |
| 2                                 | 1981                              | 6.126                             | 2.274.000                         |
| 3                                 | 1984                              | 6.126                             | 2.495.200                         |

## Lịch sử
Ngày 24 tháng 2 năm 1976, Chính phủ Cách mạng Lâm thời Cộng hòa miền Nam Việt Nam ban hành Nghị định số 3/NQ/1976 về việc hợp nhất ba vị hành chính cấp tỉnh ngang bằng nhau là tỉnh Phong Dinh, tỉnh Ba Xuyên, thành phố Cần Thơ và một phần của tỉnh Chương Thiện thành một tỉnh mới.
Ngày 24 tháng 3 năm 1976, Chính phủ ban hành Quyết định số 17/QĐ-76 về việc hợp nhất ba đơn vị hành chính cấp tỉnh ngang bằng nhau là tỉnh Cần Thơ, tỉnh Sóc Trăng và thành phố Cần Thơ thành tỉnh mới, lấy tên là tỉnh Hậu Giang.
Tỉnh Hậu Giang có thành phố Cần Thơ (tỉnh lỵ), 2 thị xã: Sóc Trăng, Vị Thanh và 11 huyện: Châu Thành, Kế Sách, Long Mỹ, Long Phú, Mỹ Tú, Mỹ Xuyên, Ô Môn, Phụng Hiệp, Thạnh Trị, Thốt Nốt, Vĩnh Châu.
Ngày 15 tháng 1 năm 1977, Quốc hội ban hành Nghị quyết về việc chuyển huyện Côn Đảo của Thành phố Hồ Chí Minh về tỉnh Hậu Giang quản lý.
Ngày 15 tháng 12 năm 1977, Hội đồng Chính phủ ban hành Quyết định số 330-CP về việc:
- Sáp nhập thị xã Vị Thanh vào huyện Long Mỹ.
- Chuyển thị xã Vị Thanh chuyển xuống thành thị trấn Vị Thanh thuộc huyện Long Mỹ.

Ngày 30 tháng 5 năm 1979, Quốc hội ban hành Nghị quyết về việc thành lập đặc khu Vũng Tàu – Côn Đảo trực thuộc Trung ương trên cơ tách huyện Côn Đảo thuộc tỉnh Hậu Giang.
Ngày 26 tháng 10 năm 1981, Hội đồng Bộ trưởng ban hành Quyết định số 119-HĐBT về việc thành lập huyện Mỹ Thanh trên cơ sở một phần của huyện Long Mỹ.
Ngày 6 tháng 4 năm 1982, Hội đồng Bộ trưởng ban hành Quyết định số 64-HĐBT về việc đổi tên huyện Mỹ Thanh thành huyện Vị Thanh.
Cuối năm 1990, tỉnh Hậu Giang có thành phố Cần Thơ, thị xã Sóc Trăng và 12 huyện: Châu Thành, Kế Sách, Long Mỹ, Long Phú, Mỹ Tú, Mỹ Xuyên, Ô Môn, Phụng Hiệp, Thạnh Trị, Thốt Nốt, Vị Thanh, Vĩnh Châu.
Ngày 26 tháng 12 năm 1991, Quốc hội ban hành Nghị quyết về việc chia tỉnh Hậu Giang để tái lập tỉnh Cần Thơ và tỉnh Sóc Trăng.
- Tỉnh Tỉnh Cần Thơ có 7 đơn vị hành chính, bao gồm: Thành phố thành phố Cần Thơ và 6 huyện: Châu Thành, Ô Môn, Long Mỹ, Phụng Hiệp, Thốt Nốt, Vị Thanh.
- Tỉnh Sóc Trăng có 7 đơn vị hành chính, bao gồm: Thị xã Sóc Trăng và 6 huyện: Kế Sách, Long Phú, Mỹ Tú, Mỹ Xuyên, Thạnh Trị, Vĩnh Châu.

Ngày 26 tháng 11 năm 2003, Quốc hội ban hành Nghị quyết số 22/2003/QH11 về việc chia tỉnh Cần Thơ thành thành phố Cần Thơ thuộc Trung ương và tỉnh Hậu Giang mới.
- Thành phố Cần Thơ lúc này là phần đất phía Bắc của tỉnh Cần Thơ cũ, bao gồm các quận Ninh Kiều, Bình Thủy, Cái Răng, Ô Môn và các huyện: Phong Điền, Cờ Đỏ, Vĩnh Thạnh, Thốt Nốt.
- Tỉnh Hậu Giang lúc này là phần đất phía Nam của tỉnh Cần Thơ cũ, bao gồm thị xã Vị Thanh (tỉnh lỵ) và các huyện: Châu Thành, Châu Thành A, Long Mỹ, Phụng Hiệp, Vị Thủy.

## Biển số xe
Biển số xe 65 là biển số tỉnh Hậu Giang (hiện nay là biển số xe thành phố Cần Thơ).
Sau khi chia tách thành 2 tỉnh Cần Thơ và Sóc Trăng thì biển số xe tỉnh Sóc Trăng là 83, còn tỉnh Cần Thơ mang biển số xe 65.
Sau chia tách tỉnh Cần Thơ thành tỉnh Hậu Giang và thành phố Cần Thơ thì tỉnh Hậu Giang mang biển số xe 95, còn thành phố Cần Thơ mang biển số xe 65 như hiện nay.